# Document sur la fraternité humaine
Le Document sur la fraternité humaine pour la paix dans le monde et la coexistence commune, aussi appelé déclaration d'Abou Dhabi,, est une déclaration de dialogue interreligieux signée par l'imam d'Al-Azhar Ahmed el-Tayeb et le pape François le 4 février 2019.

## Contexte

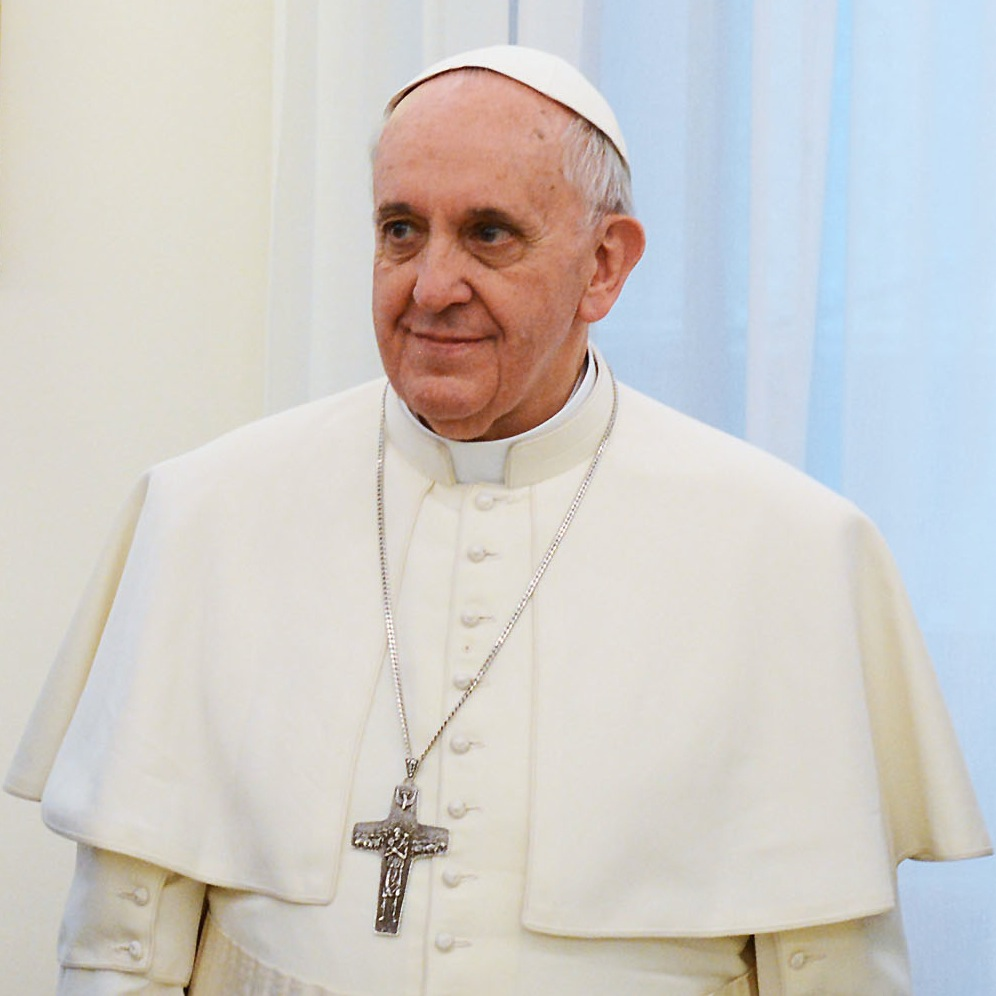
Le pape François.

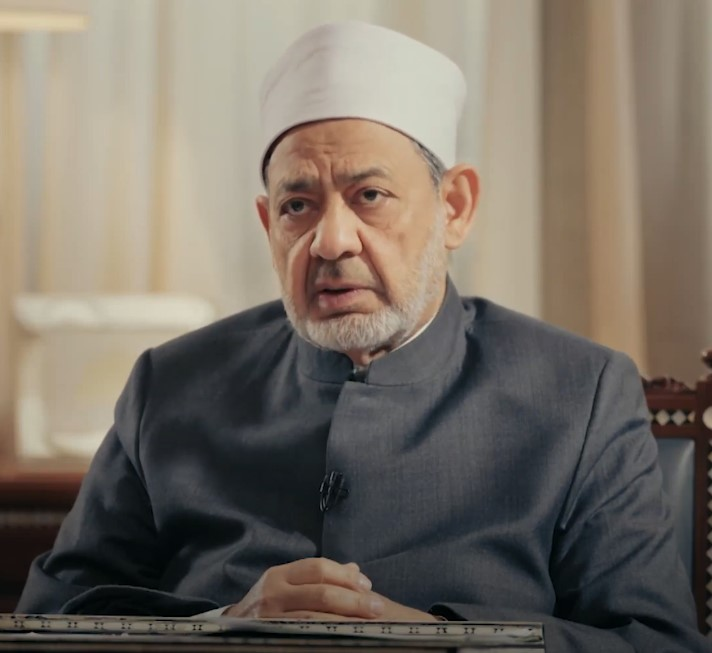
Ahmed el-Tayeb.

Le 23 mai 2016, une rencontre historique a eu lieu au Vatican entre les deux autorités les plus reconnues de l'islam sunnite et du christianisme catholique, Ahmed el-Tayeb et le pape François,. À cette visite répond le 28 avril 2017 celle du pape à l'université al-Azhar.
Le 4 février 2019, Ahmed el-Tayeb rencontre de nouveau le pape François à Abou Dabi et signe avec lui le document sur la fraternité humaine pour la paix dans le monde et la coexistence commune. Ce texte a par la suite inspiré la résolution des Nations unies qui a désigné le 4 février comme la Journée internationale de la fraternité humaine,. 
Pour le Vatican, c'est la première venue d'un pape dans un État de la péninsule arabique. La deuxième journée de sa visite est, elle, spécifiquement dédiée à la communauté chrétienne de travailleurs immigrés, avec la visite de la cathédrale Saint-Joseph et à la célébration d'une messe au stade Cheikh-Zayed.
Pour la diplomatie émiratie, à l'initiative de l'invitation, c'est alors une manière de se démarquer, par sa tolérance, du Qatar abritant les instances des Frères musulmans ou de l'Arabie saoudite promouvant la doctrine wahabite.
Le contexte général est celui d'une recrudescence de mouvements terroristes islamistes avec Al-Qaida dans les années 2000 et Daesh dans les années 2010, menant à une vision du choc des civilisations de plus en plus partagée dans les sociétés d'Occident.

## Contenu
Ahmed el-Tayeb et le pape François y déclarent « adopter la culture du dialogue comme chemin ; la collaboration commune comme conduite, la connaissance réciproque comme méthode et critère ».
Plus spécifiquement, ils s'engagent dans une démarche commune sur :
- le refus du terrorisme au nom de la religion : « Dieu, le Tout-Puissant, n'a besoin d'être défendu par personne » ;
- le refus des discriminations au nom de la religion, notamment à travers l'usage du concept de « minorité », invitant intrinsèquement à la ségrégation ; celui-ci doit être remplacé par le concept de « pleine citoyenneté » ;
- un mutuel apport Orient – Occident (richesse spirituelle contre progrès matériels et socio-politiques) : celui-ci se fait dans le refus de l'individualisme contemporain, dans la remise en valeur de la famille et de la fraternité universelle ;
- le dialogue entre croyants chrétiens et musulmans : « Le dialogue entre les croyants consiste à se rencontrer dans l’énorme espace des valeurs spirituelles, humaines et sociales communes […] ; il consiste aussi à éviter les discussions inutiles ».